# 中都镇 (上杭县)
中都镇是中国福建省龙岩市上杭县下辖的一个镇。

## 名称由来
宋朝时，中都为上杭七里之一的来苏里。明末清初，上杭胜运里的绅士在兴市（今中都镇墟场）南面修建集市“瓜墩墟”。清乾隆、嘉庆年间，又有地方绅士在“瓜墩墟”附近的兴岗寨建了一座文馆。文馆建成后，兴市逐渐成为来苏里的中心，有来苏里中心都市之称。之后，当地被称为中都墟。民国间，来苏里中都又根据地势和水流方向分为上都、中都、下都，即现在的中都。

## 行政区划
中都镇下辖以下地区：
永联村、富光村、长徐村、军联村、陈和村、田背村、罗溪村、蛟腾村、兴坊村、饶坊村、亲睦村、由安村、古坊村、睦邻村、都康村、古基村、瑞香村、黄店村、仙村和复兴村。

## 文物保护
中都镇的文物有客家建筑存耕堂（罗溪村）、云霄阁以及“乐善好施”牌坊（田背村）等。存耕堂为县级文物保护单位。
中都镇的女子五枚拳相传为清代女尼五枚道姑所创。2007年8月，五枚拳被列入福建省非物质文化遗产名录。